# Roche-d'Or
Roche-d'Or is een plaats en voormalige gemeente in het Zwitserse kanton Jura, en maakt deel uit van het district Porrentruy.
Roche-d'Or telt 40 inwoners.

## Geschiedenis
Op 1 januari 2009 fuseerde Roche-d'Or met Chevenez, Damvant en Réclère tot de de gemeente Haute-Ajoie.